# 브리엔츠 서역
브리엔츠 서역(Brienz West)은 스위스 베른주 브리엔츠에 있는 기차역이다. 브리엔츠 서역은 인터라켄과 루체른 사이를 운행하는 첸트랄반이 소유한 브뤼닉선의 정류장이다.

## 운행편
다음 서비스는 브리엔츠 서역에서 정차한다.
- 레기오: 인터라켄 동역과 마이링엔 사이를 매 시간 운행한다.